# خيرمان غونزاليس
خيرمان غونزاليس (14 يونيو 1947 كوكوتا كولومبيا - ) هو لاعب كرة قدم كولومبي يلعب كلاعب وسط.